# Erik Nyegaard
Erik Elliot Wederkinch Nyegaard (dæknavn: Tomaten) (11. september 1905, København – 16. september 1992) var en dansk modstandsmand.
Erik Nyegaard var søn af byretsdommer Elliot Nyegaard (1862-1930) og Merry Martine Ludwigs(1871-1941). Erik blev gift med Elsa Maria Richter den 11. maj 1932.
Erik Nyegaard var prokurist, men også engageret i modstandsaktiviteter. Han var sammen med hustruen Ella logivært for medlemmer af Holger Danske og deltog i sabotage.
Onsdag den 18. oktober 1944 var den nu berømte frihedskæmper Bent Faurschou Hviid, alias "Flammen", på besøg i Nyegaard-parrets hvide villa på Strandvejen 184 i Skovshoved. Flammens venner, ægteparret Elisabeth og Helmer Bomhoff samt Helmers far Gunnar Bomhoff var ligeledes til kaffe i huset.
Flammen havde på Bellevue Strandhotel efter middagen talt i telefon med Erik Nyegaard. Flammen ville have Nyegaard til at komme til møde samme aften, men Nyegaard foreslog, at man skulle komme til kaffe hjemme hos ham. Men ca. kl. 21.30 omringede Gestapo med SS-Hauptsturmführer, Kriminalrat Erich Bunke i spidsen villaen og krævede døren åbnet. Erich Bunke tvang, som et skjold, Elsa Nyegaard og Lis Bomhoff foran sig op ad trappen. Da de passerede 1. sal, på vej op til det flade tag, så de ind i børnenes soveværelse. Drengene, der var 8 og 10 år gamle, sad med dynen op foran ansigtet og kiggede forskræmt ud. Da Flammen var ubevæbnet og han konstaterede at flugt var umulig, valgte han på 1. salen at tage sin giftpille bestående af blåsyre. Familien Bomhoff og Erik Nyegaard blev anholdt.
Senere på aftenen ankom medlemmer af Petergruppen (bl.a. "Waldenburg", "Rømer", "Ludwig") samt lederen "Peter" Otto Alexander Schwerdt og Kai Henning Bothildsen Nielsen. Der deltog tillige 4-5 tyske gestapofolk fra Bunkes afdeling. Petergruppen, der var iført tyske SS-uniformer, ankom i en mørkeblå Opel Kaptajn og Bunkes folk kørte i en Mercedes. Folk fra Petergruppen gik ind i villaen, mens Bunkes folk omringede haven. Der blev anbragt ca. 30 kg type P.E.2. sprængstof i dagligstuen.
Naboerne, direktør Busch Petersen og hustru, var i mellemtiden kommet til stede. Elsa Nyegaard fik 20 minutter til at samle børnetøj og så forsvinde fra huset med sine to drenge. Naboerne hjalp med bære tøj ud. Bunkes folk afspærrede Strandvejen og "Peter" antændte sprængstoffet. Villaen, der var opført 1905, blev helt ødelagt. Otto Bovensiepen havde givet ordre til sprængningen.
Det er stadig i dag uklart, hvordan tyskerne var blevet tippet om mødet i villaen, og hvilke personer, Gestapo gik efter.
Erik Nyegaard blev indsat i Frøslevlejren. Efter krigen lod han arkitekt Frits Schlegel tegne en ny villa, der blev bygget 1946-48. I 1995 blev der opsat en mindeplade på huset.
Efter krigen blev Erik Nyegaard ansat som administrerende direktør i Telefon Fabrik Automatic A/S i 1948.